# Bisignano

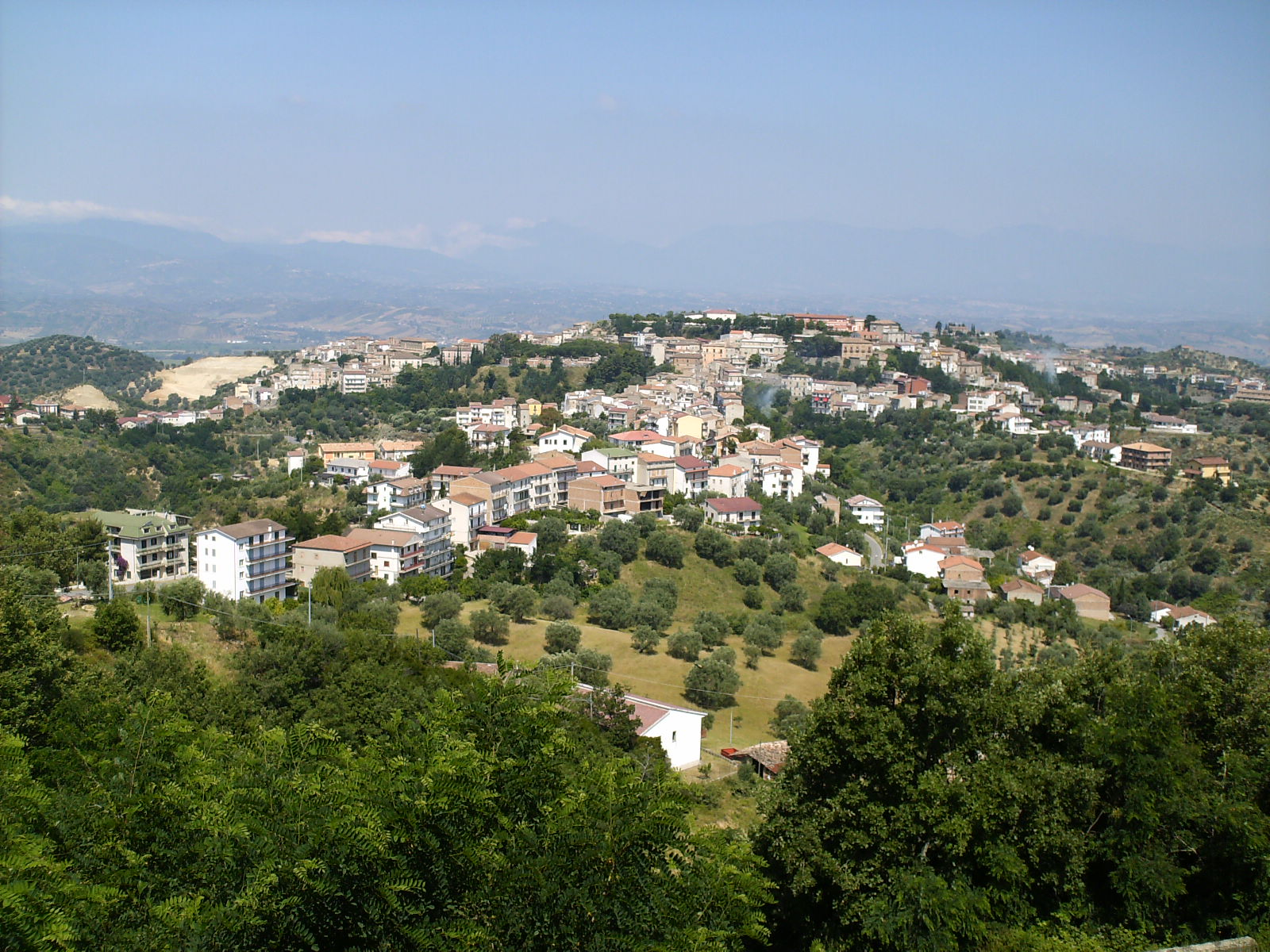
Bisignano

Bisignano is een gemeente in de Italiaanse provincie Cosenza (regio Calabrië) en telt 10.840 inwoners (31-12-2004). De oppervlakte bedraagt 85,3 km², de bevolkingsdichtheid is 128 inwoners per km².

## Demografie
Bisignano telt ongeveer 4164 huishoudens. Het aantal inwoners steeg in de periode 1991-2001 met 6,0% volgens cijfers uit de tienjaarlijkse volkstellingen van ISTAT.
| Jaar | Inwoneraantal |
| ---- | ------------- |
| 1991 | 10.304        |
| 2001 | 10.924        |

## Geografie
Bisignano grenst aan de volgende gemeenten: Acri, Cerzeto, Lattarico, Luzzi, Mongrassano, San Marco Argentano, Santa Sofia d'Epiro, Tarsia, Torano Castello.